# باول رايت (دراج)
باول رايت (بالإنجليزية: Paul Wright)‏ هو دراج بريطاني، ولد في 14 أغسطس 1973 في Beeston, Nottinghamshire ‏ في المملكة المتحدة.